# Rhaconotus hyperion
Rhaconotus hyperion är en stekelart som beskrevs av Nixon 1941. Rhaconotus hyperion ingår i släktet Rhaconotus och familjen bracksteklar. Inga underarter finns listade i Catalogue of Life.